# Csaba Köves
Csaba Köves (n. 27 octombrie 1966, Budapesta, Republica Populară Ungară) este un scrimer maghiar, medaliat olimpic. A participat la 3 ediții ale Jocurilor Olimpice (1992, 1996, 2000) în care a câștigat o medalie de argint.